# إقليم لوس ريوس
إقليم لوس ريوس (بالأسبانية: XIV Región de Los Río، حرفيًا: إقليم الأنهار) هو واحد من 15 إقليمًا في جمهوريّة تشيلي، حيث يُعتبر الإقليم التقسيم الإداري الأول في البلاد. يتكوّن هذا الإقليم من مقاطعتين؛ هي فالديفيا، ورانكو (التي تم استحداثها مؤخرًا، والتي كانت في السابق جزءًا من فالديفيا).
تُعتبر مدينة فالديفيا عاصمة الإقليم، كما تُعتبر مُدُن كورال، فيوترونو، لوس لاغوس، لا يونيون من أهم المدن والبلديّات أيضًا. تبلغ مساحة الإقليم حوالي 18,429 كيلومترًا مربعًا، كما بلغ عدد سكانه 363,887 نسمة( في عام 2012).

## التاريخ
تأسست مدينة فالديفيا في عام 1552، وكانت ضمن منطقة فالديفيا منذ بداية تأسيس جمهورية تشيلي، التي كانت واحدة من ثماني محافظات تم إنشائها بالأصل. ولم يكن السبب في إدراجها كمحافظة لقيمتها بحد ذاتها، ولكن للحد من التهديد الذي تعرض له استقلال تشيلي من قبل الأسبان في المنطقة. من جهة أخرى، فقد وصل المهاجرون الألمان لهذه المنطقة خلال منتصف القرن التاسع عشر، حيث بدأ الاقتصاد الصناعي المحلي يتطور. وقد أصبحت فالديفيا بحلول عام 1900، ثالث مدينة صناعيّة في تشيلي. إلا أنها تراجعت خلال الحربين العالميتين. ولقد تعرضت المدينة إلى أكبر نكسة بعد زلزال تشيلي العظيم في عام 1960، حيث تم تدمير جزء كبير منها، كما تركها الكثير من الناس.
لقد قرّرت الديكتاتوريّة العسكريّة الحاكمة في تشيلي بمنتصف السبعينات من القرن العشرين، إلغاء فالديفيا كتقسيم إداري أول، وجعلها تقسيم ثاني ضمن إقليم لوس لاغوس، وعاصمته بويرتو مونت. إلا إن السكّان رفضوا هذه الخطة لعدة أمور، منها أقدميّة مدينة فالديفيا مقارنةً ببويرتو مونت، حيث سبق تأسيسها إنشاء الأخيرة بحوالي ثلاثة قرون.
لقد وقّع الرئيس التشيلي ريكاردو لاغوس في يوم 19 تشرين الأول/ أكتوبر 2005 على مشروع قانون السماح لإنشاء منطقة لوس ريوس، وعاصمته فالديفيا. وتمت الموافقة على مشروع القانون من قبل الكونغرس في 19 كانون الأول/ ديسمبر 2006، حيث تم التوقيع عليه ليصبح قانونًا في 16 آذار/ مارس 2007، وقد نُشر في 5 نيسان/ أبريل 2007.

## الاقتصاد
تُهيمن كل من تربية الماشية، و السياحة، والصناعة التحويليّة، وقطاع الخدمات على اقتصاد إقليم لوس ريوس، وتشمل أيضًا حوض بناء السفن في فالديفيا، وعدة منشآت أخرى.

## الصور

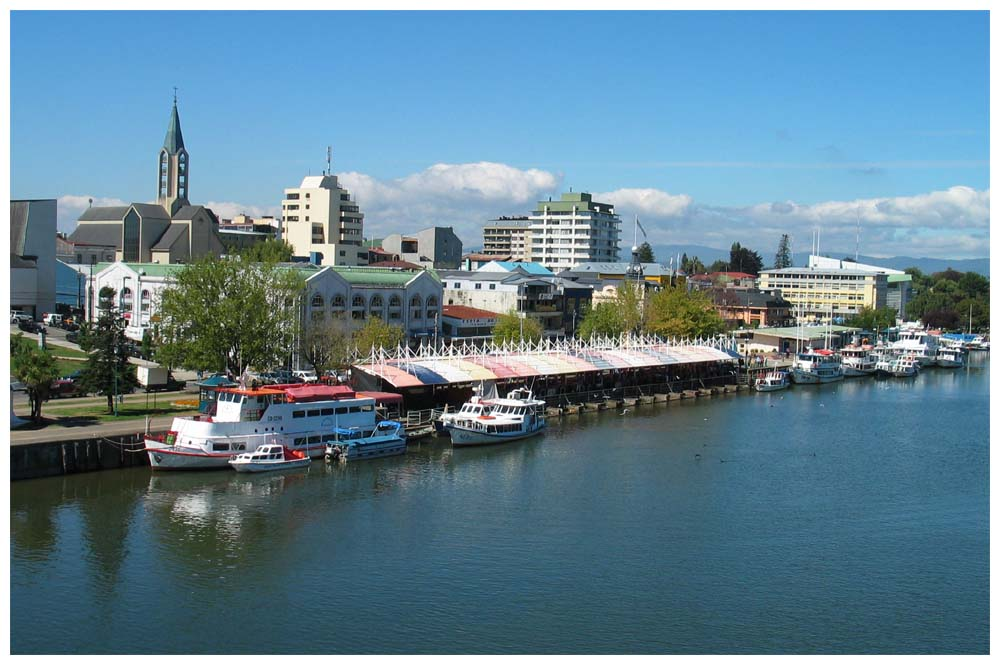
مدينة فالديفيا، مركز الإقليم
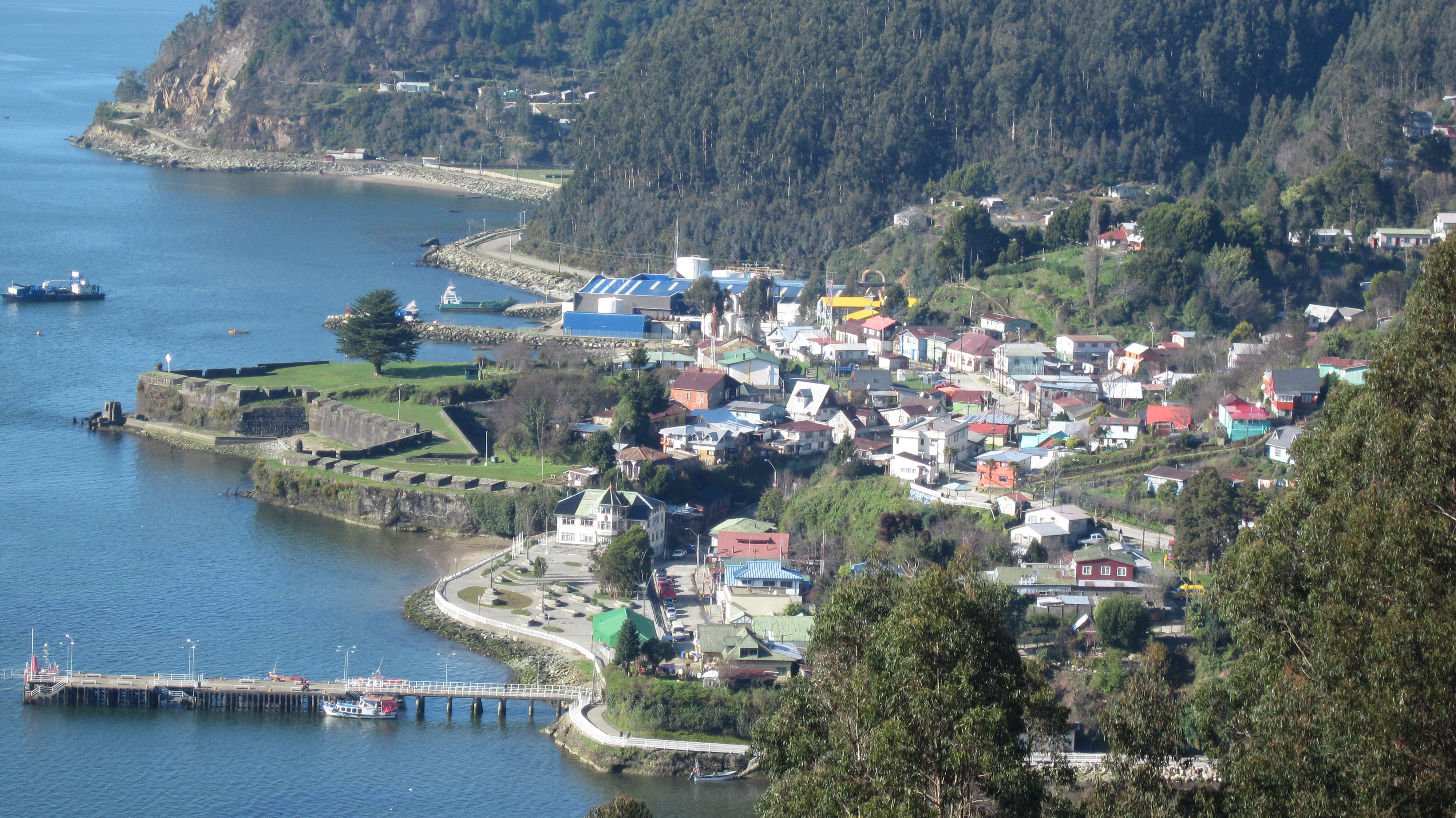
مدينة كورال
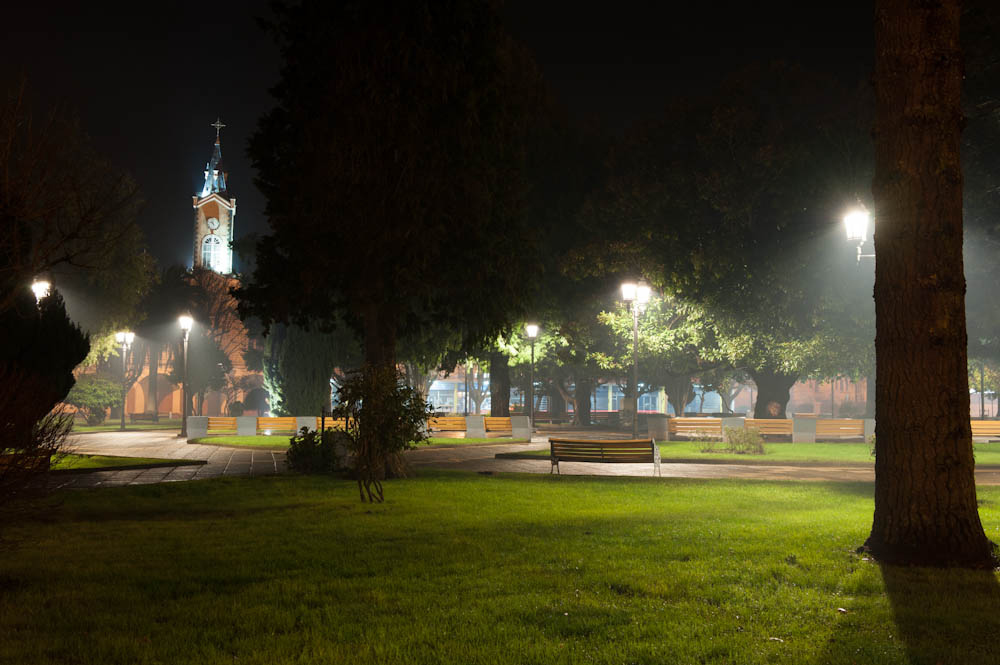
مدينة لا يونيون
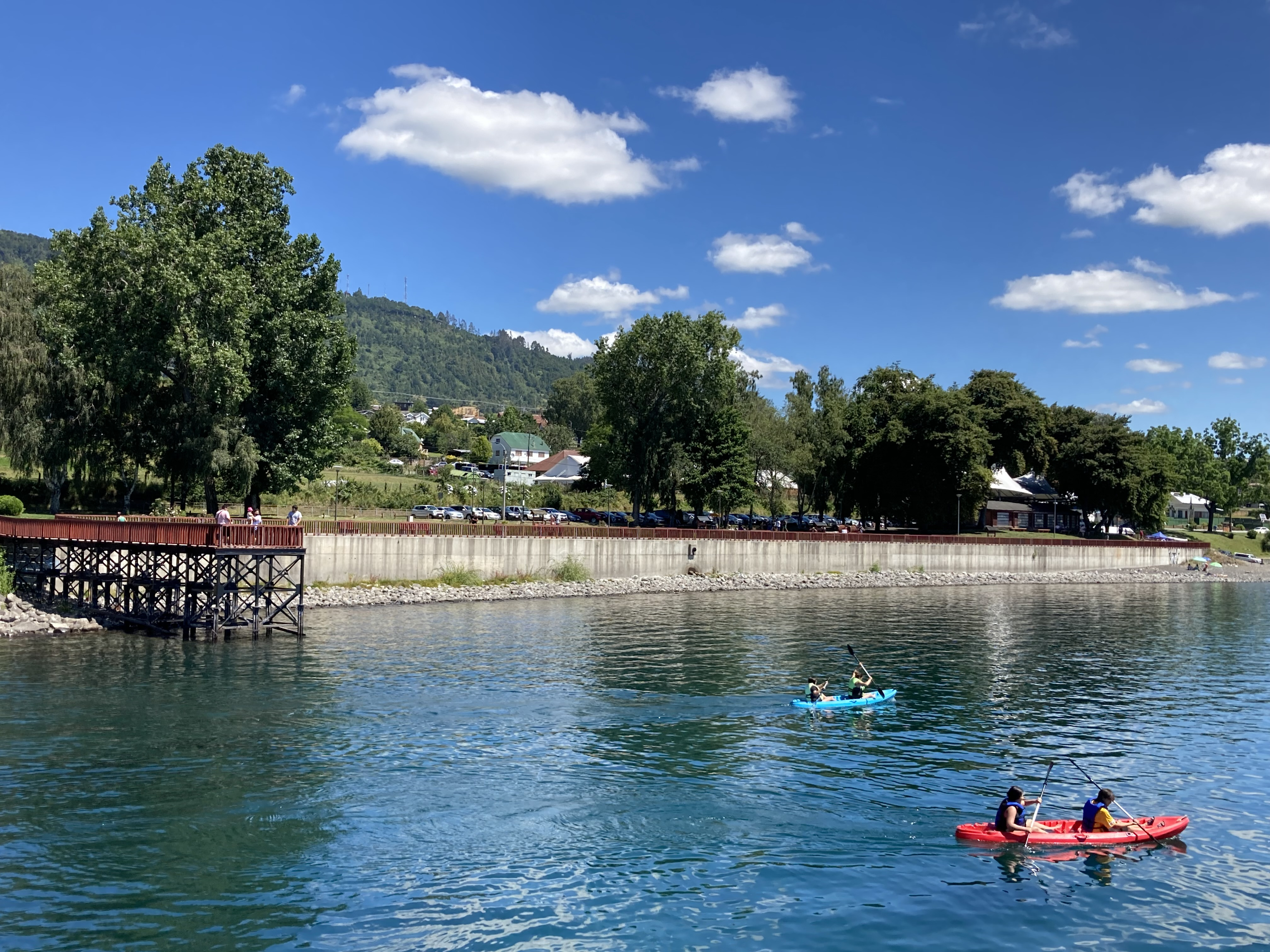
بحيرة رانكو
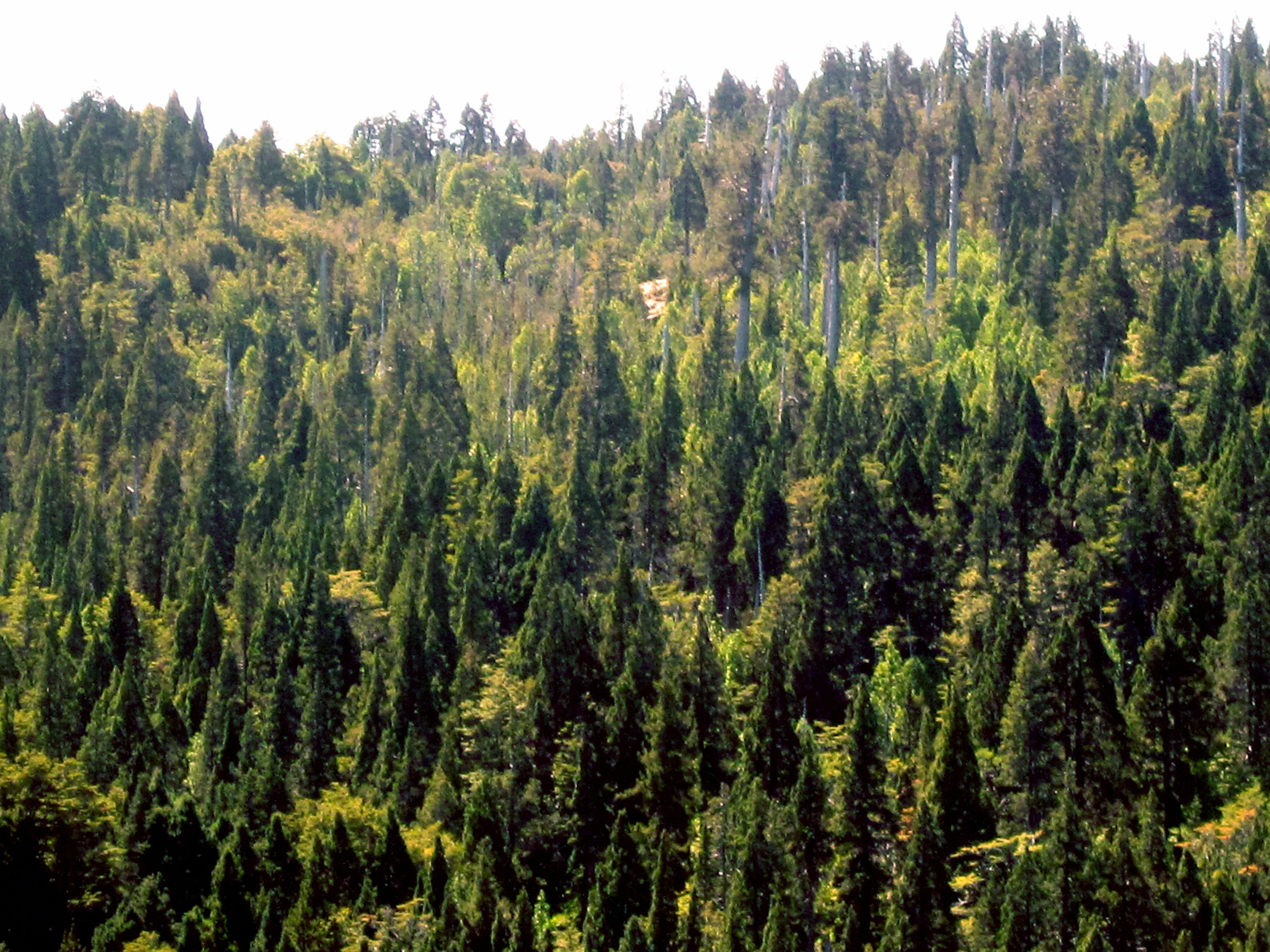
منتزه أليرس كوستيرو الوطني

## التقسيم الإداري

التقسيم الإداري لإقليم لوس ريوس.

ينقسم إقليم لوس ريوس إلى مقاطعتين (بالأسبانية: Provincia)؛ هي فالديفيا (باللون الأصفر الفاتح)، ورانكو (باللون الأصفر الغامق، والتي تم استحداثها مؤخرًا، والتي كانت في السابق جزءًا من فالديفيا). وتنقسم هاتان المقاطعتان بدورها إلى 12 بلديّة (بالأسبانية: Comuna).

## وصلات خارجية
- Ley Nº 20.174 قانون تأسيس الإقليم (بالإسبانية)